# Expedition: Robinson 2003
Sjunde säsongen av dokusåpan Expedition Robinson. Sista året på SVT. Den 1 maj 2003 lämnade första gruppen deltagare Sverige för att inleda den sista Expedition: Robinson i SVT:s regi. Gruppen bestod av femton Robinson-veteraner, som tagits fram med hjälp av en telefonomröstning tidigare. Färden gick mot Malaysia och ön Tengah, som blev deras hem ett tag framöver. Hildegard Krebbs tvingades dock bryta direkt p.g.a. sjukdom.
 
Tio nya deltagare, fem män och fem kvinnor mellan 23 och 50 år, lämnade Sverige ett par dagar efter veteranerna. Sammanlagt 24 deltagare tävlade således om Robinsontiteln i "Det sista äventyret".

## Avsnitt

### Avsnitt 1
Händelser: 14 veteraner anländer till den norra delen av ön Tengah.

Robinsontävling: "Hinderbana", Mirre vinner.

Ö-råd: Birgitta Åberg röstas ut med 7 röster, mot 6 för Robban och 1 för Johan.

### Avsnitt 2
Händelser: 10 utmanare anländer till den södra delen av ön Tengah. Kent Larsen och Malou Vilselius-Rydin avbryter sin medverkan.

Robinsontävling: (Veteraner mot Utmanare) "Buren", Veteran-laget vinner.

Ö-råd: Viveca Rådman röstas ut med 9 röster mot 1 för Madeleine.

### Avsnitt 3
Händelser: Individuell tävling för utmanarna med parindelning (Mille+Mirre; Vincent+Mia; Mikael+Sylvia; Daniel+Zübeyde; Lars+Emma; Camilla+Johan; Mariana+Robban; Madde+Martin; Jenny+Pål). Leif Svensson bryter sin medverkan. Björn Hernefeldt skadas allvarligt i högra benet och blir inte vald, och slås ut.

Robinsontävling: "Hinken", Mille och Mirre delar segern.

Ö-råd: (endast utmanarna röstar) Mikael (+Sylvia) röstas ut med 6 röster, mot 3 för Lars (+Emma). Mikael och Sylvia degraderas till Gränslandet.

### Avsnitt 4
Händelser: Lagindelning (Nord: Mille+Mirre, Lars+Emma, Madde+Martin, Jenny+Pål/Syd: Vincent+Mia, Daniel+Zübeyde, Camilla+Johan, Mariana+Robban)

Gränslandsduell: "Eldloppet", Mikael vinner. Sylvia Söderström slås ut.

Robinsontävling: "Mänskligt torn", Lag Nord vinner.

Ö-råd: Oavgjort med 2 röster för Vincent (+Mia) och 2 för Mariana (+Robban). Därför får även Veteranerna rösta, Vincent (+Mia) röstas då bort med 3 röster mot 1 för Mariana (+Robban). Vincent och Mia degraderas till Gränslandet

### Avsnitt 5
Händelser: I en auktion på ön, köper Lag Syd den förre Robinson-vinnaren Antoni Matacz, som ska tävla för laget i nästa tävling.

Gränslandsduell: "På skör tråd", Vincent vinner. Mia Laaksonen slås ut.

Robinsontävling: "Vattenhinderbana", Lag Syd vinner.

Ö-råd: Madde (+Martin) röstas ut med 3 röster mot 1 för Lars (+Emma). Madde och Martin degraderas till Gränslandet. Att de accepterar att åka dit, är dock med i avsnitt 6.

### Avsnitt 6
Händelser: Camilla längtar hem, och ber om att få röstas ut om hennes lag förlorar nästa tävling.

Gränslandsduell: "Undervattenspussel", Madeleine Råå ger upp halvvägs in i tävlingen. Martin är kvar i expeditionen.

Robinsontävling: "Nätet", Lag Nord vinner.

Ö-råd: Oavgjord med 1 röst var för Daniel (+Zübeyde), Camilla (+Johan) och Mariana (+Robban). Därför för veteranerna åter rösta, Daniel (+Zübeyde) röstas ut med 2 röster mot 1 för Camilla (+Johan). Camilla Eggenberger avbryter sin tävlan. Daniel och Zübeyde Simsek får chansen att duellera om platsen, men Zübeyde ger platsen till Daniel.

### Avsnitt 7
Händelser: Sammanslagning. Deltagarna chockas av nya regler som gör att den som kommer sist i en tävling slås ut.

Robinsontävling: "60 sekunder på klockan", Johan vinner. Lars förlorar, och degraderas till Gränslandet

Ö-råd: Robban Andersson röstas ut med 6 röster mot 3 för Daniel.

### Avsnitt 8
Händelser: Pål avslöjas efter att ha stulit mat från kamerateamet, och straffas med att fråntas sin röst i ö-rådet.

Fyrkampen: "Balansgång", Martin vinner finalen mot Mikael, och får återvända till expeditionen.

Robinsontävling: "Sifferminne", Mille och Mirre vinner, och får duellera om segern i en hinderbana med ett matematiskt problem. Mille tar hem den segern. Martin förlorar.

Ö-råd: Johan Hellström röstas ut med 5 röster mot 1 röst var för Pål och Mirre.

### Avsnitt 9
Händelser: Deltagarna bjuds in till en stor bankett, som avslutas med en oväntad robinsontävling. I ö-rådet introduceras en vågskål där deltagarna får välja att lägga en vit sten som leder till att deltagarna röstar fram en deltagare som bestämmer ö-rådets utgång, eller en svart sten som leder till vanlig röstning.

Fyrkampen: "Litermåttet", Vincent vinner.

Robinsontävling: "Eldvakt", Pål vinner finalen mot Jenny och Vincent. Daniel förlorar.

Ö-råd: (4-3 till de svarta stenarnas fördel) Vincent Hamilton röstas ut med 4 röster mot 3 för Mirre.

### Avsnitt 10
Händelser:

Fyrkampen: "Slangbella", Daniel vinner.

Robinsontävling: "Klosstorn", Daniel vinner. Pål förlorar.

Ö-råd: (alla lägger vita stenar) Daniel väljs med 5 röster mot 1 för Emma. Daniel väljer då bort Mirre Hammarling.

### Avsnitt 11
Händelser: En pristävling hålls, där deltagarnas anhöriga får agera spelpjäser. De anhöriga var Carina Andersson (Emmas mamma), Kathleen Smith (Daniels sambo), Johanna Ågren (Marianas kompis), Annette Sandström (Mikaels fru), Emma (Milles flickvän) och Maria Ringsand (Jennys kompis). Jennys anhöriga vann tävlingen, och priset var att få stanna en natt på ön.

Fyrkampen: "Blåsrör", Mikael vinner.

Robinsontävling: "Pipeline", Emma vinner. Jenny förlorar.

Ö-råd: (alla lägger svarta stenar) Mikael Sandström röstas ut med 4 röster mot 1 för Mille.

### Avsnitt 12
Händelser:

Fyrkampen: "Roulette", Pål vinner. Lars Gåre, Jenny Lindström och Martin Suorra slås ut.

Robinsontävlingen: "Robinson-Memory", Daniel vinner.

Ö-råd: Pål Hollender röstas ut med 5 röster mot 2 för Mariana. Röstningsresultatet är dock med i avsnitt 13. 

### Avsnitt 13 (Final)
Händelser:

Plankan: Mille vinner efter 4 timmar och 5 minuter på plankan. Daniel Insulander förlorar.

Duellen: Emma vinner mot Mariana Lundgren, som slås ut.

Ö-råd: (rådet avslutas i studio 1) Emma Andersson vinner med 5 deltagarröster och 6 tittarröster, mot 3 deltagarröster och 2 tittarröster för Mille Lansburgh.